# Ziti

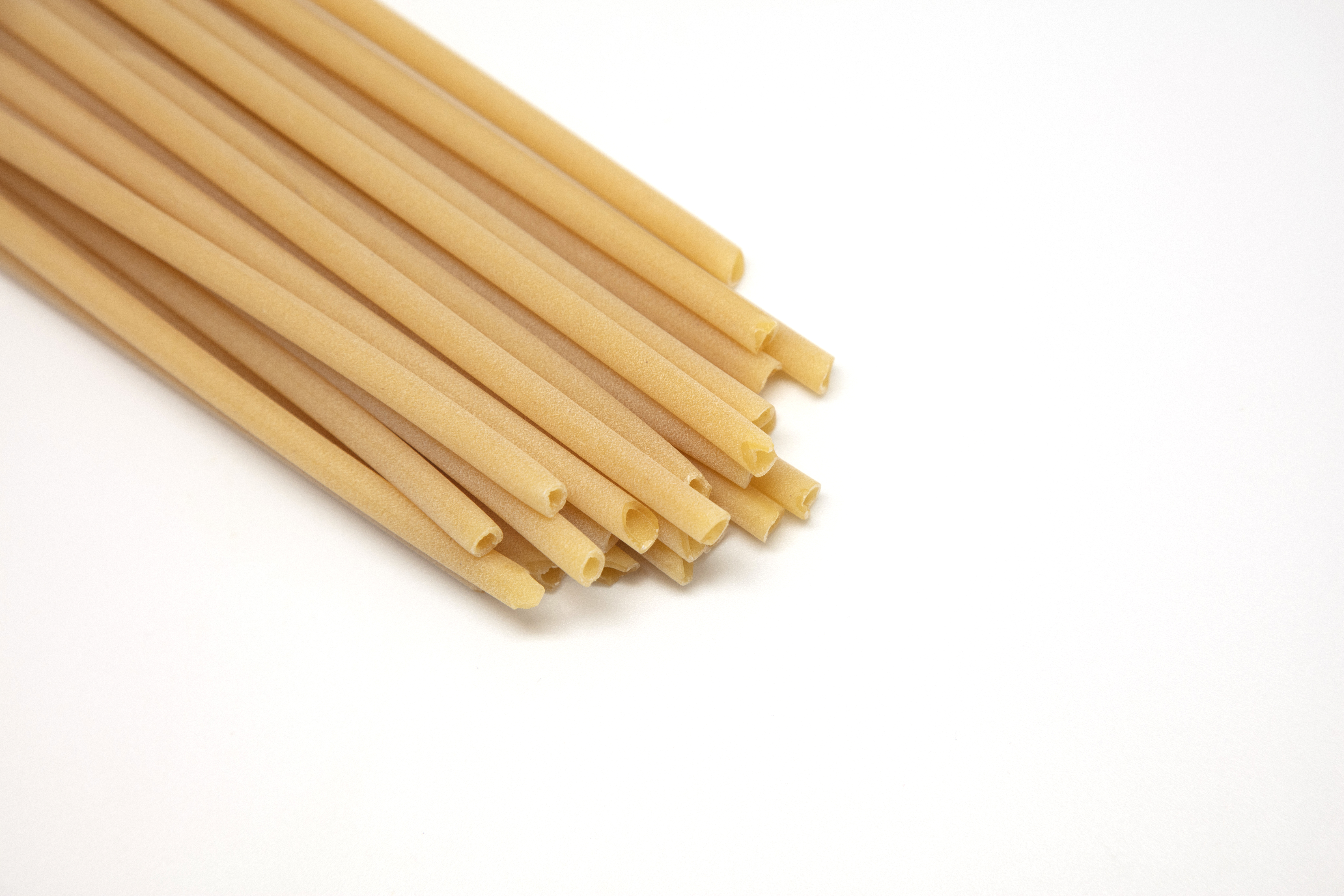
Ziti

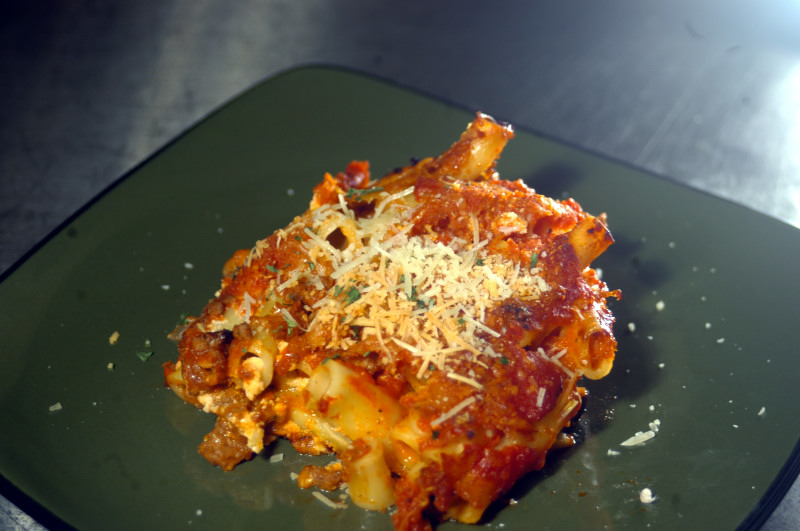
Baked ziti, ein für die italoamerikanische Küche typisches Gericht

Ziti sind eine Pastasorte. Ziti sind länglich, röhrenförmig, hohl und haben eine glatte Oberfläche wie Bucatini, aber mit etwa 7 bis 9 mm einen größeren Durchmesser. Ziti leitet sich vom neapolitanischen zita für Braut ab, da es ein traditionelles Hochzeitsessen ist.
Alternative Bezeichnungen sind: Boccolotti, Zitoni, Zituane und Candele.
Sie werden meist als lange Nudeln verkauft und nach der kulinarischen Tradition Süditaliens vor dem Kochen gebrochen und erst dann in den Kochtopf gegeben. Es gibt sie auch als kurze Nudeln.